# Anoplognathus hilleri
Anoplognathus hilleri är en skalbaggsart som beskrevs av Peter Geoffrey Allsopp 1990. Anoplognathus hilleri ingår i släktet Anoplognathus och familjen Rutelidae. Inga underarter finns listade i Catalogue of Life.